# Müswangen
Müswangen är en ort i kommunen Hitzkirch i kantonen Luzern i Schweiz. Den ligger cirka 21 kilometer norr om Luzern. Orten har 633 invånare (2022).
Orten var före den 1 januari 2009 en egen kommun, men inkorporerades då tillsammans med Gelfingen, Hämikon, Mosen, Retschwil och Sulz i kommunen Hitzkirch.